# Chilomys
Chilomys és un gènere de rosegadors de la família dels cricètids. Les espècies d'aquest grup viuen a Sud-amèrica, des del nord-oest de Veneçuela fins al nord del Perú, on habiten boscos montans andins i l'ecotò páramo-bosc a altituds d'entre 1.000 i 4.050 msnm. Són thomasominis de cos petit, amb una llargada de cap a gropa d'uns 85 mm i un pes d'uns 18 g, i la cua llarga, d'uns 120 mm. Es creu que el nom genèric Chilomys significa ‘ratolí de l'herba’ en llatí.